# St. Achatius (Mohuč)

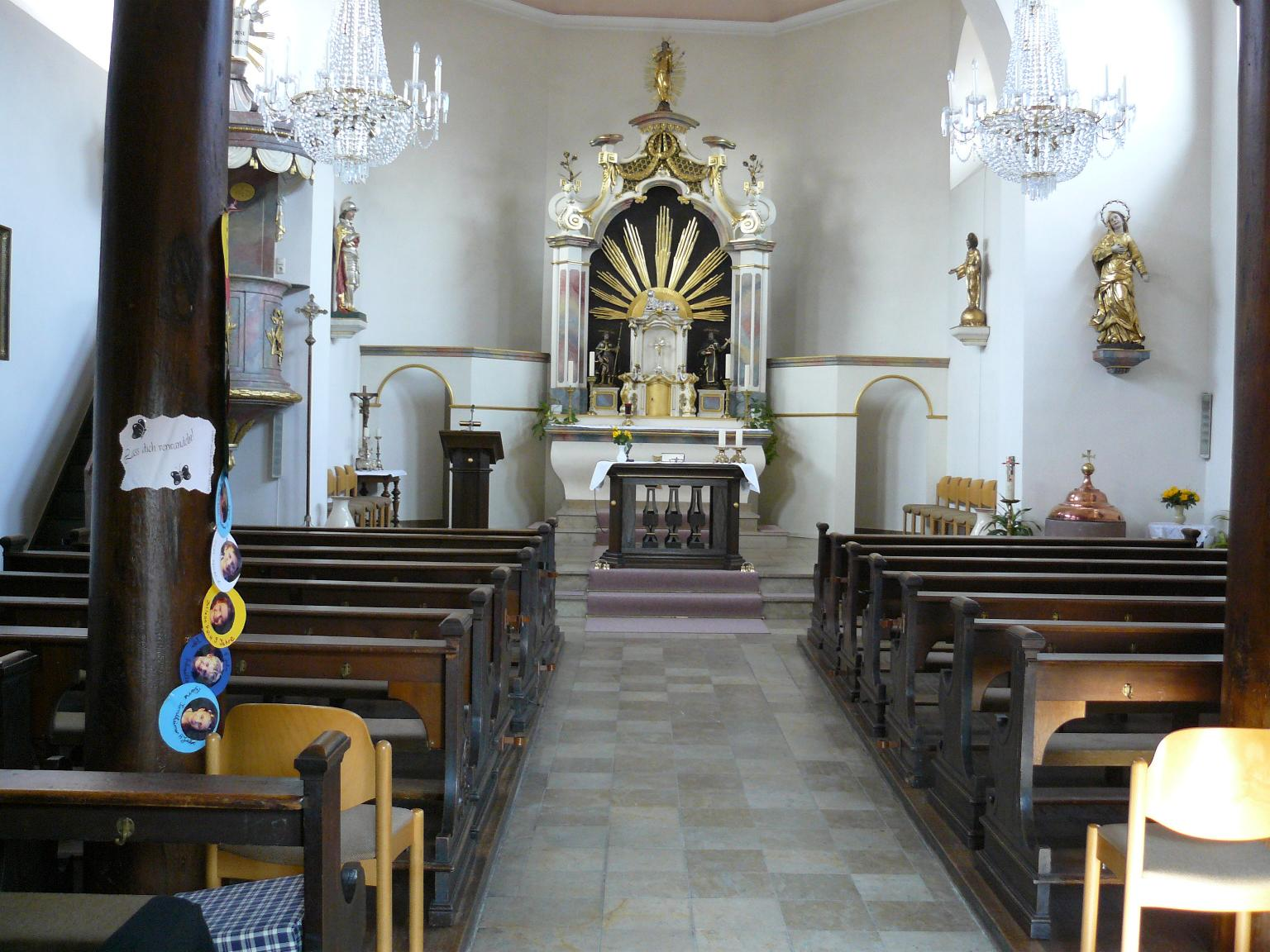
Interiér kostela

St. Achatius je mohučský kostel. Byl postaven za napoleonské éry a je jediným mohučským kostelem z tohoto období. Je zasvěcen svatému Achátiovi z Arménie.

## Stavba
Budova, která stojí v Mainz-Bretzenheim blízko Römersteine, byla postavena Françoisem-Augustem Cheusseym v letech 1809-1810. Má neoklasicistní halu s apsidou. Kostel je 30 metrů dlouhý, 13 metrů široký s 15 metrovou věží.
Hlavní oltář pochází z roku 1780. Původně pravděpodobně patřil klášteru v Maria-Dalheimu.